# SoFi Stadium
El SoFi Stadium es un estadio multiusos ubicado en Inglewood (área metropolitana de Los Ángeles), California, Estados Unidos, con capacidad para 70 000 espectadores. Fue diseñado por el grupo de arquitectos de HKS Inc. encabezado por Alfred Ortiz, e inició su construcción en 2016 como culminación del proyecto que regresó una franquicia de la NFL a Los Ángeles. Fue inaugurado el 13 de septiembre de 2020 con el partido correspondiente a la semana 2 de la Temporada 2020 de la NFL entre Los Angeles Rams y Dallas Cowboys, que concluyó con marcador 20-17 en favor de los locales.
El estadio fue escenario del Super Bowl LVI, la final de la Copa de Oro de la Concacaf 2023, dos encuentros de primera fase en la Copa América 2024 y la Fase final de la Liga de Naciones de la Concacaf 2024-25. Además está contemplado como sede de la Copa Mundial de Fútbol de 2026, y sede de los actos de inauguración y clausura de los Juegos Olímpicos de Los Ángeles 2028.
Los equipos que ejercen como locales en este escenario son Los Angeles Rams y Los Angeles Chargers de la National Football League.
Se construyó sobre los terrenos de los desaparecidos Hipódromo y Casino de Hollywood Park; así como adyacente a unos 200 metros de Intuit Dome, The Forum y aproximadamente a 5 km del Aeropuerto Internacional de Los Ángeles (LAX).

## Historia

### Antecedentes
La ciudad de Los Ángeles, California, la segunda ciudad más poblada y rica de los Estados Unidos, carecía de una franquicia de la NFL, una de las mayores ligas deportivas profesionales del país (junto con la NBA y las MLB), desde 1994. Al final de la temporada regular de ese año y sin equipos locales en la fase final, las entonces dos instituciones angelinas, Carneros y Raiders anunciaron sus mudanzas a San Luis y Oakland respectivamente; esto luego de las dificultades ocasionadas para hacerse de nuevos o mejores estadios que respondieran al proyecto del comisionado Paul Tagliabue para modernizar los inmuebles de la liga, en aras de la explotación comercial de los escenarios deportivos. Por un lado los Carneros no obtuvieron el aval para construir un nuevo estadio en la vecina ciudad de Anaheim y Raiders no consiguió el apoyo de las autoridades locales para modernizar el Memorial Coliseum de Los Ángeles.
Durante cerca de veinte años diversos motivos obstaculizaron el retorno de la liga, entre ellos la resistencia de las autoridades del  área metropolitana a implementar las medidas que favorecieran la mudanza de una franquicia, pero representaran una carga onerosa para las ciudades implicadas y sus habitantes; esto sumado al alto costo de la inversión que significaba establecerse en la zona, el derecho exclusivo de la NFL para decidir los cómo, cuando y donde de la institución que podía mudarse (lo que evitaba cualquier iniciativa particular), y por supuesto, la falta de un estadio moderno que cumpliera los nuevos parámetros y estándares de escenarios en la NFL.
Por lo anterior, cualquier mudanza de un equipo a la urbe californiana dependía de la negociación entre liga y autoridades metropolitanas para las facilidades del traslado y un nuevo estadio, lo que debería estar acompañado del interés de una franquicia existente. Las condiciones estaban dadas desde el 2009 cuando el gobernador de California, Arnold Schwarzenegger, firmó un proyecto de ley que permitía la eventual construcción de un estadio en la ciudad de Los Ángeles. Posteriormente en 2014, los entonces Carneros de San Luis anunciaban el fracaso de las negociaciones con las autoridades de su sede vigente para construir un nuevo estadio y por lo tanto solicitaría una mudanza. Para entonces ya existía un proyecto de parte de la empresa AEG, dueña del Staples Center y de Los Angeles Kings de la NHL, para construir el Farmers Field, un estadio para 75 000 aficionados en el centro de la ciudad, para ofertárselo a alguna franquicia de la NFL, sin embargo habrían de cancelarlo por una noticia significativa; el 5 de enero de 2015 Stan Kroenke, dueño de los Carneros, anuncia formalmente que había llegado a un acuerdo con la ciudad de Inglewood y la empresa propietaria de los terrenos del antiguo hipódromo de Hollywood Park para construir un estadio de 80 000 espectadores en una zona que incluía las 300 hectáreas del hipódromo y 60 más que el empresario había comprado un año atrás.

### Construcción e inauguración

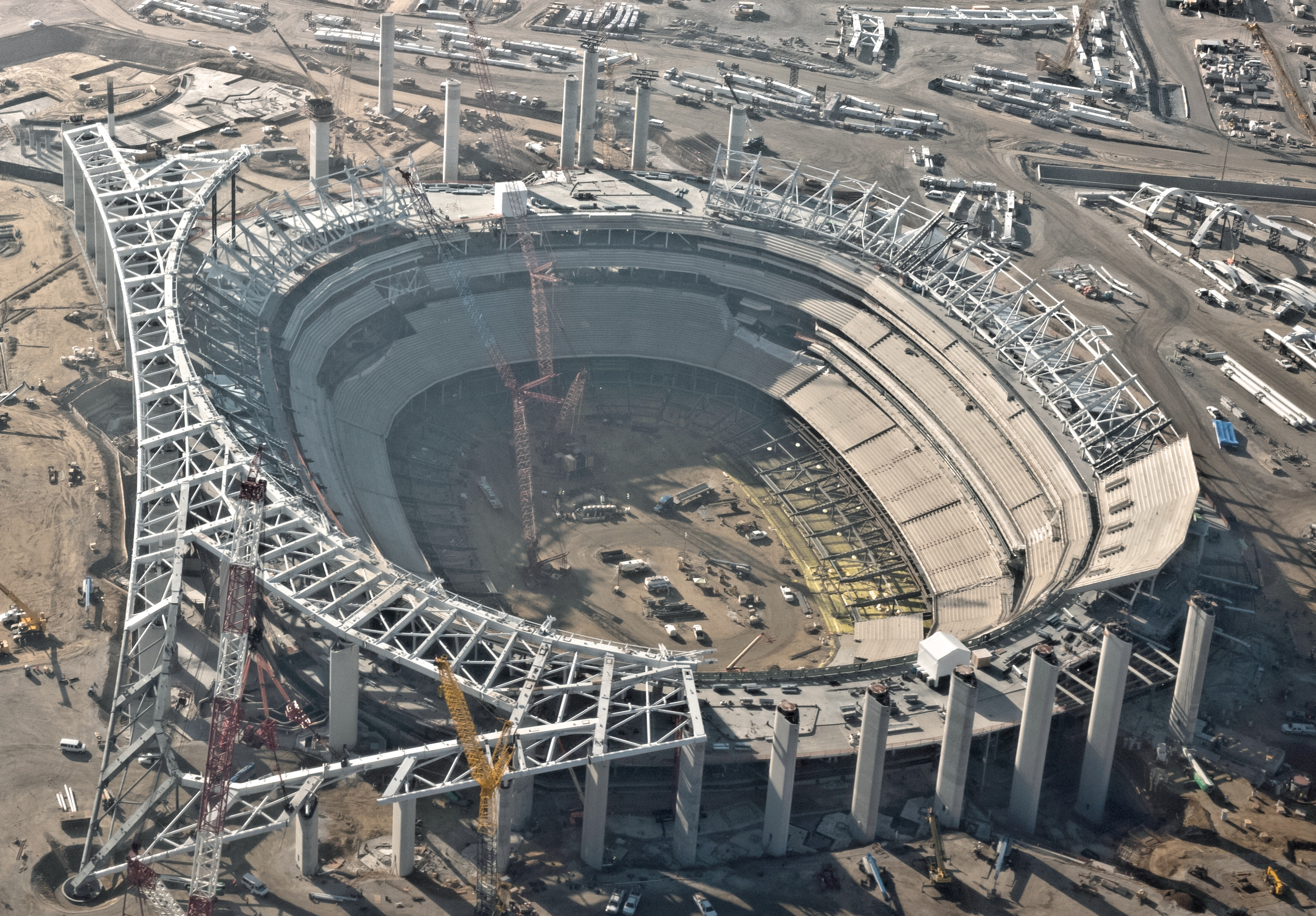
Aspecto de las obras de construcción del estadio en junio de 2019.

El 12 de enero del 2016 la NFL aprobó la mudanza de los Carneros de San Luis a la ciudad de Los Ángeles, teniendo como sede provisional el Memorial Coliseum de Los Ángeles. Esto dio inicio formal al proyecto del nuevo estadio, planeado inicialmente para inaugurarse en 2019. La expectativa era tal, que aun sin iniciar las obras, el 25 de mayo de 2016 fue seleccionado como sede del Super Bowl LV a celebrarse en 2021.
La ceremonia de apertura de construcción se llevó a cabo el día 17 de noviembre del 2016. El estadio fue diseñado por HKS y se preveía un coste de US$ 2660 millones de dólares, no obstante en el desarrollo de la edificación el costo se elevó a cinco mil millones, convirtiéndose en el recinto deportivo más caro del mundo. El inmueble estaba programado para inaugurarse en 2019, sin embargo las lluvias torrenciales en el estado de California durante el invierno de 2017 ocasionarían el retraso de hasta un año en las obras; esto provocó el cambio de sede del Super Bowl LV de 2021, otorgado un año antes, hacia el Raymond James Stadium en Tampa, Florida, no obstante se le concedió el Super Bowl LVI de 2022.
En el lapso de su construcción, el inmueble angelino ya recibía el respaldo de las proyecciones que se hacían para su uso, esto al formar parte de la lista de sedes de los Juegos Olímpicos de Los Ángeles 2028, cuando estos fueron otorgados el 31 de julio de 2017, incluso habría de acompañar, en el documento de la candidatura, al Memorial Coliseum como estadio olímpico. De la misma forma en 2018 apareció en la segunda lista preliminar de recintos propuestos para la Copa Mundial de Fútbol de 2026.
El estadio ya recibía las últimas adecuaciones cuando en marzo de 2020 comenzó la pandemia de Covid-19, esto llevó a cancelar el primer espectáculo inaugural, que iba a tener lugar el 25 de julio de 2020 con un concierto de Taylor Swift. Finalmente la ceremonia de apertura se produjo el 8 de septiembre de ese mismo año. Los Rams debutaron en su nueva casa cinco días después venciendo a los Dallas Cowboys por 20-17 en un Sunday Night Football.

### Primeros años y eventos

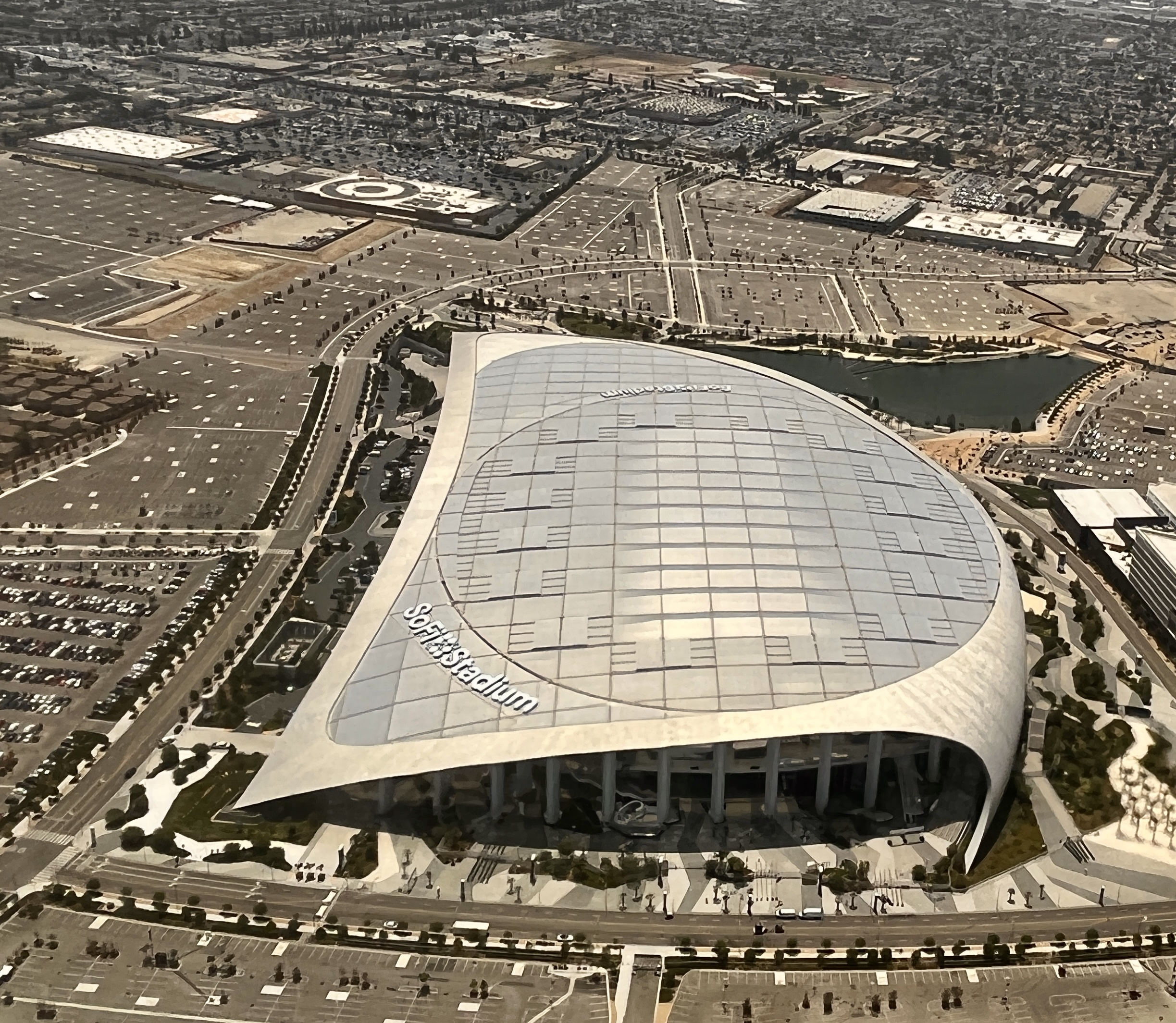
Vista aérea del estadio en 2022.

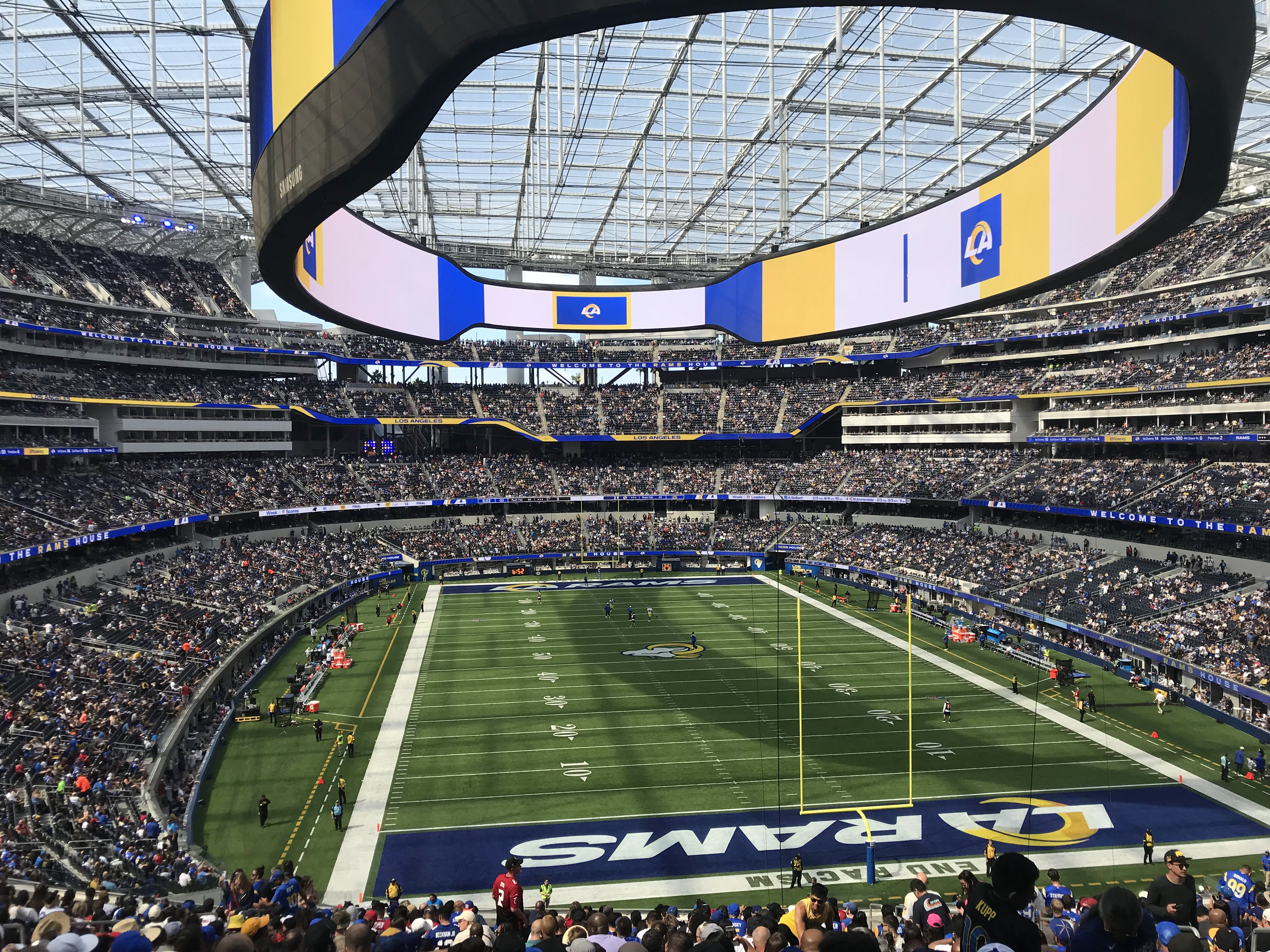
Interior del SoFi Stadium durante un encuentro de la NFL entre los Rams y los Falcons.

La segunda franquicia local, los Chargers hicieron su debut el 20 de septiembre de 2020 cayendo ante los Kansas City Chiefs por 20-23. La primera competición con espectadores presentes en el SoFi Stadium ocurrió el 15 de mayo de 2021 frente a 4880 aficionados, cuando Los Angeles Giltinis derrotaron por 38-27 a los Utah Warriors en un partido de la Major League Rugby.
El 13 de febrero de 2022 fue escenario del Super Bowl LVI, duelo protagonizado por el conjunto local Carneros de Los Ángeles y Bengalies de Cincinnati, que se saldó con la coronación del cuadro angelino al vencer 23-20.
El inmueble fue finalmente designado el 16 de junio de 2022 como una de las 16 sedes de la Copa Mundial de Fútbol de 2026, sin embargo la FIFA solicitó al Sofi Stadium ampliar el terreno de juego original, de 91x43 metros a 105x68 metros para instalar el campo de fútbol.
El 3 de agosto de 2022 albergó por primera vez partidos de fútbol con la denominada Leagues Cup Showcase, duelos de exhibición en los que se enfrentaron en doble jornada: Galaxy de Los Ángeles contra Guadalajara (victoria angelina 2-0) y Los Ángeles F.C. ante Club América (empate a cero en el tiempo reglamentario y victoria americanista en la definición por penales 5-6). El primer gol en la historia del recinto lo anotó el serbio Dejan Joveljić del Galaxy. Ambos encuentros resultaron significativos para el inmueble, no solo por ser los primeros de este deporte, sino porque registraron la mejor asistencia en la breve historia del escenario al contar con 71 189 espectadores en las gradas.
El 9 de enero de 2023 fue sede del College Football Championship Game, juego de campeonato de la División I de la NCAA, entre Georgia Bulldogs y TCU Horned Frogs, que terminó con victoria de los primeros con marcador de 65-7.
El 16 de julio de 2023 debutó como anfitrión de una competencia oficial de fútbol al albergar la Final de la Copa de Oro de la Concacaf 2023. En dicho encuentro la selección de México se coronó campeón tras derrotar 1-0 a Panamá. Para el inmueble, nuevamente un encuentro de fútbol resultó significativo para su historia, pues estableció una marca de asistencia con 72 963 aficionados presentes.
El 4 de diciembre de 2023 fue seleccionada como una de las 14 sedes de la Copa América 2024, siendo asignados aquí dos partidos de la fase de grupos. El primero Brasil contra Costa Rica el 24 de junio, que concluyó con empate a cero; y el segundo el 26 de junio, México ante Venezuela, que se saldó con victoria 1-0 para la «Vinotinto».
El 9 de octubre de 2024 fue designada sede de las fases finales de las ediciones de la Liga de Naciones de la Concacaf 2024-25 y 2026-27. En la primera de ellas, el 23 de marzo de 2025, México se coronó campeón por primera vez en este certamen, al derrotar 2-1 a Panamá, con doblete de Raúl Jiménez.

## Partidos internacionales de fútbol

### Copa Oro 2023
| Final; 16 de julio de 2023 | México      | 1:0 (0:0) | Panamá | SoFi Stadium, Inglewood                                                        |                                                                                |
|                            | Giménez 88' | Reporte   |        | Asistencia: 72 963 espectadores Árbitro(s): Said Martínez VAR: Ricardo Montero | Asistencia: 72 963 espectadores Árbitro(s): Said Martínez VAR: Ricardo Montero |

### Copa América 2024
| Fecha               | Fase                     | Equipo    |                      | Resultado |                       | Equipo     | Espectadores |
| ------------------- | ------------------------ | --------- | -------------------- | --------- | --------------------- | ---------- | ------------ |
| 24 de junio de 2024 | Fase de grupos - Grupo D | Brasil    | Bandera de Brasil    | 0:0       | Bandera de Costa Rica | Costa Rica | 67 158       |
| 26 de junio de 2024 | Fase de grupos - Grupo B | Venezuela | Bandera de Venezuela | 1:0       | Bandera de México     | México     | 72 773       |

### Fase final de la Liga de Naciones 2024-25
| Fecha               | Fase                        | Equipo         |                           | Resultado |                   | Equipo | Espectadores |
| ------------------- | --------------------------- | -------------- | ------------------------- | --------- | ----------------- | ------ | ------------ |
| 20 de marzo de 2025 | Semifinal                   | Estados Unidos | Bandera de Estados Unidos | 0:1       | Bandera de Panamá | Panamá |              |
| 20 de marzo de 2025 | Semifinal                   | Canadá         | Bandera de Canadá         | 0:2       | Bandera de México | México | 50 295       |
| 23 de marzo de 2025 | Partido por el tercer lugar | Estados Unidos | Bandera de Estados Unidos | 1:2       | Bandera de Canadá | Canadá |              |
| 23 de marzo de 2025 | Final                       | México         | Bandera de México         | 2:1       | Bandera de Panamá | Panamá | 68 212       |

### Copa de Oro de la Concacaf 2025
| Fecha               | Fase                     | Equipo |                   | Resultado |                                    | Equipo               | Espectadores |
| ------------------- | ------------------------ | ------ | ----------------- | --------- | ---------------------------------- | -------------------- | ------------ |
| 14 de junio de 2025 | Fase de grupos — Grupo A | México | Bandera de México | 3:2       | Bandera de la República Dominicana | República Dominicana | 54 309       |

### Copa Mundial de Fútbol de 2026
La definición del calendario, el 12 de junio de 2024, le asignó finalmente ocho duelos: cinco de fase de grupos, dos de dieciseisavos de final y uno de cuartos de final. A pesar de ser la segunda sede con mayor cantidad de partidos (solo debajo del AT&T Stadium con 9), no fue contemplado para las semifinales, en tanto para la final no cumplia con el requisito de capacidad (80 000).
- Primera fase grupo D

| 12 de junio de 2026 | Estados Unidos | Partido 4 | Visita | SoFi Stadium, Los Ángeles |  |
|                     |                |           |        | Árbitro(s): [[]]          |  |

| 25 de junio de 2026 | Local | Partido 59 | Estados Unidos | SoFi Stadium, Los Ángeles |  |
|                     |       |            |                | Árbitro(s): [[]]          |  |

- Primera fase grupo B

| 15 de junio de 2026 | Local | Partido 15 | Visita | SoFi Stadium, Los Ángeles |  |
|                     |       |            |        | Árbitro(s): [[]]          |  |

- Primera fase grupo G

| 18 de junio de 2026 | Local | Partido 26 | Visita | SoFi Stadium, Los Ángeles |  |
|                     |       |            |        | Árbitro(s): [[]]          |  |

| 21 de junio de 2026 | Local | Partido 39 | Visita | SoFi Stadium, Los Ángeles |  |
|                     |       |            |        | Árbitro(s): [[]]          |  |

- Dieciseisavos de final

| 28 de junio de 2026 | 2A | Partido 73 | 2B | SoFi Stadium, Los Ángeles |  |
|                     |    |            |    | Árbitro(s): [[]]          |  |

| 2 de julio de 2026 | 1H | Partido 84 | 2J | SoFi Stadium, Los Ángeles |  |
|                    |    |            |    | Árbitro(s): [[]]          |  |

- Cuartos de final

| 10 de julio de 2026 | Ganador Partido 93 | Partido 98 | Ganador Partido 94 | SoFi Stadium, Los Ángeles |  |
|                     |                    |            |                    | Árbitro(s): [[]]          |  |